# Нидерзайн
Нидерзайн (нем. Niedersayn) — община в Германии, в земле Рейнланд-Пфальц. 
Входит в состав района Вестервальд. Подчиняется управлению Виргес.  Население составляет 197 человек (на 31 декабря 2010 года). Занимает площадь 2,82 км².
Коммуна подразделяется на 3 сельских округа.